# Bトレインショーティー

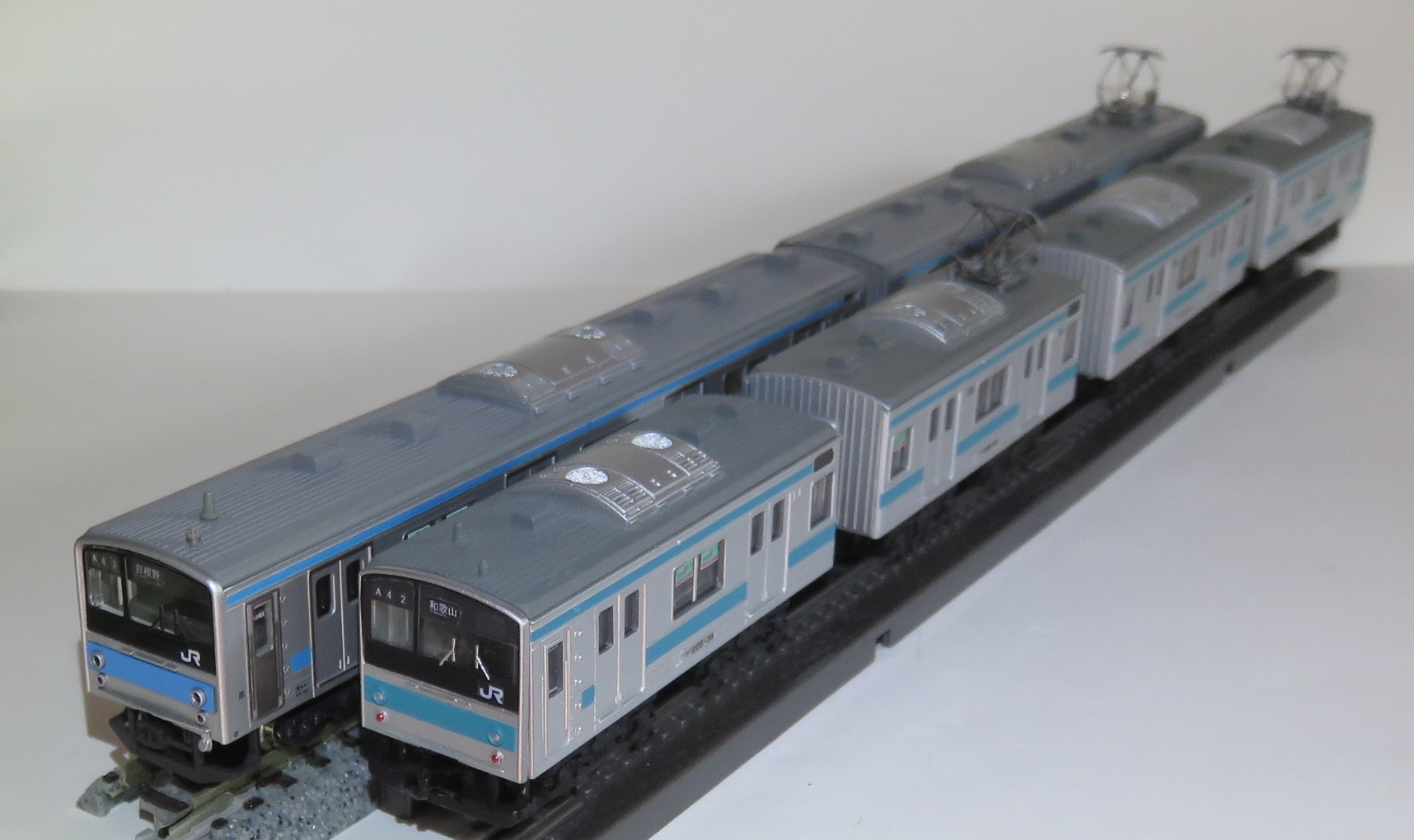
Nゲージ鉄道模型の車両（左）とBトレインショーティーの車両（右）

Bトレインショーティー（ビートレインショーティー、B TRAIN SHORTY）とは、2002年にバンダイから発売され現在のBANDAI SPIRITSが継承して販売していた鉄道車両の模型である。以下の本文では、Bトレインショーティーを「Bトレ」と略して記す。

## 概要
日本におけるNゲージ鉄道模型の縮尺である、実物の1/150サイズのディスプレイモデル。ディテールもNゲージ模型に倣って作りこまれているが、車両の長さ方向にのみ60mm程度に短縮（ショーティー化）されたデザインになっている。かつて、バンダイから子供向け鉄道玩具として、ダイキャスト成形のB TRAIN（ビートレイン）、B TRAIN MINI（ビートレインミニ）が発売されていたが、Bトレインショーティーへは名称のみが流用されているだけで、規格に共通点は無い（連結方法を除く）。本項序文にもあるようにBトレと略して呼ばれることが多い。
製品は射出成形によるプラスチック製で、基本的にキット形式かつ着色済みである（一部完成品形式の製品もある）。キットは接着剤不要のスナップフィット方式。構造は、車体（ボディ）は着色済みの側板、屋根、妻板、透明プラスチックに着色された前面に分かれており、それらを組み合わせて車体を作る。そして台車を取り付けた床板（シャーシ）をはめ込むことで完成にいたる。車体は組み合わせを変えることで作り分けが可能。また1両につき一組、「マグネットカプラー」と呼ばれる永久磁石を用いた専用の連結器が付属しており、車両の連結はこれにより行う（かつてのビートレインも同様）。バンダイ純正および、提携メーカーである関水金属製の専用動力装置、台車を用いてNゲージの線路上を走行させる事も可能（詳細は後述）。
あくまでディスプレイモデルであるため、付属のパンタグラフは折りたたまれた形状のプラスチック一体成形で可動しない。台車の角度も進行方向に沿った向きで固定となっており、上述の別売りパーツを使用しない限り、可動部分とその動きは「車輪が回転する」「連結器が首を振る」程度である。
基本的に販売方式はJRや国鉄の車両が入っている「通常版」では、食玩同様中身の判らないブラインド仕様だが、私鉄製品・編成セット販売・イベント限定品等は中身が判るオープン仕様となっている。製品そのものの価格は車両1両あたり税込み420円 - 630円が基本となっており、セット販売でも概ねこれに沿った価格設定がなされている。
鉄道玩具プラレールとNゲージ鉄道模型の橋渡し的商品として開発された経緯があり、小学校高学年も販売ターゲットとして考慮されていたため、シリーズ販売当初は「対象年齢8歳以上」とされていたが、模型としてのディテールを向上させるために、15歳以上に引き上げられた。
2018年4月1日付でバンダイナムコグループ再編に伴い、発売元がバンダイからBANDAI SPIRITSへ移管されたものの、2018年10月に事業者限定商品として発売された箱根登山鉄道2000形2両セットと小田急電鉄70000形GSE4両セットを最後に新製品が途絶えており、事実上のシリーズ終了となった。なお、バンダイは本製品の去就について現時点で公式なアナウンスを行っていない。

### シャーシ構造の変化
シャーシの構造は、時期を追うごとに以下のように変化している。
- 通常版パート1-3、私鉄製品の江ノ電、相鉄、東急、京急の各第1弾は2軸。ただし江ノ電は連接台車を装備。
- 通常版パート4・5、KIOSK特別編パート1、ベストリピートパート1、私鉄製品の江ノ電、相鉄、京急の各第2弾は車輪がフランジ付きとなる[注 3]。
- 2003年11月23日（ベストリピートパート2）以降発売の製品は機関車、エクスプレスシリーズ、江ノ電、路面電車を除き4軸となり、「HG(ハイグレード)フレーム」と呼ばれるリアルな構造になった。
- 2007年10月発売の新パート1からは、「New HG(ハイグレード)フレーム」に変更となり更に組み立てやすくなった。また、シャーシの組み立て順序をさほど気にする必要も無くなった。しかし､価格も税込み価格で105円ほど上昇した。
- 2011年12月発売の路面電車セットでは台車とカプラー部を分離した「SHGフレーム」を採用、2012年10月頃から他の商品も「SHGフレーム」に変更される。2013年10月からはカプラーがポケット式となった「改良SHGフレーム」となった。
- 2013年12月発売の鹿島臨海鉄道6000形で床板と台車が一体構造の「SGフレーム」が採用された。組み立てが簡単になったほか、ディスプレイ時のリアルさを追求するためにフランジ幅が縮小され、2014年2月以降の商品ではマグネットカプラーも廃止された。
- 2015年8月発売の大井川鐵道きかんしゃトーマス客車からは、「New SGフレーム」に変更された。後述の走行台車［T］改の発売に伴いNゲージ化用シャーシが廃止され、これまで独立したパーツとして封入されていた車輪がランナーつきのパーツとなり、リム部・輪心・ボス部の表現が省略された。
- 2016年6月発売のED79形(ED75形)からは、機関車[注 4]のみ「SG LOCOフレーム」が採用された。従来の機関車用2軸シャーシから、台車レリーフを用いる4軸タイプとなり、形状がリアルになった。後述の走行台車［F］に対応しており、その際の動力ユニットは別車両からの牽引もしくは推進という形になる。

レギュラーシリーズもパート1-16までは定価420円だったが、新パート1から台車が改善されたため､定価が525円となっている。更にベストリピートパート8からは定価が630円と登場時の約1.5倍に、2015年からは1両800円～1200円台へ大幅に値上がりした。
- シャーシの構造。
左上:初期製品
右上:フランジ付き車輪装備
左下:HGフレーム
右下:New HGフレーム

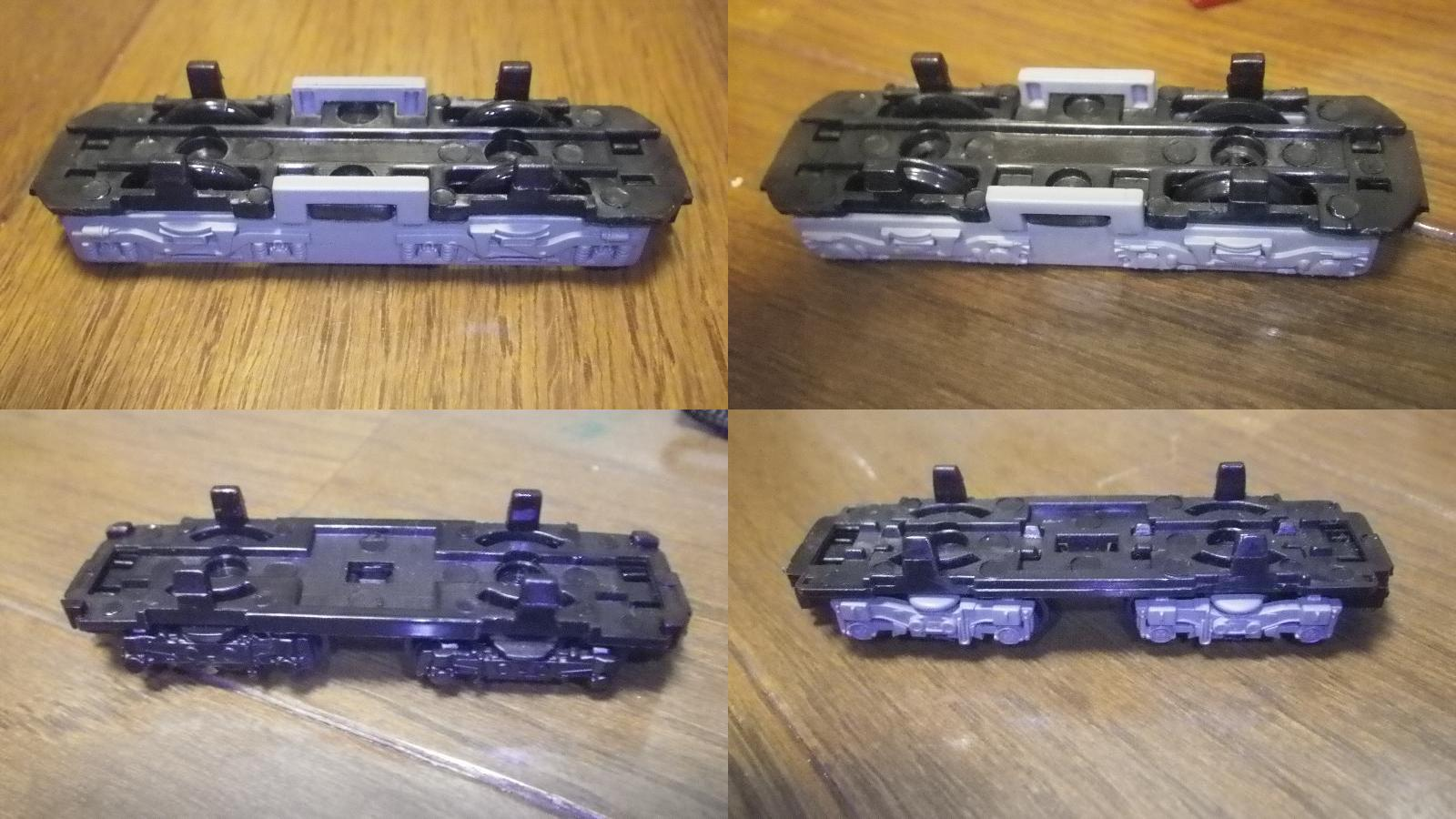
最新のシャーシの構造。 左:New HGフレーム 中:SHGフレーム 右:SGフレーム
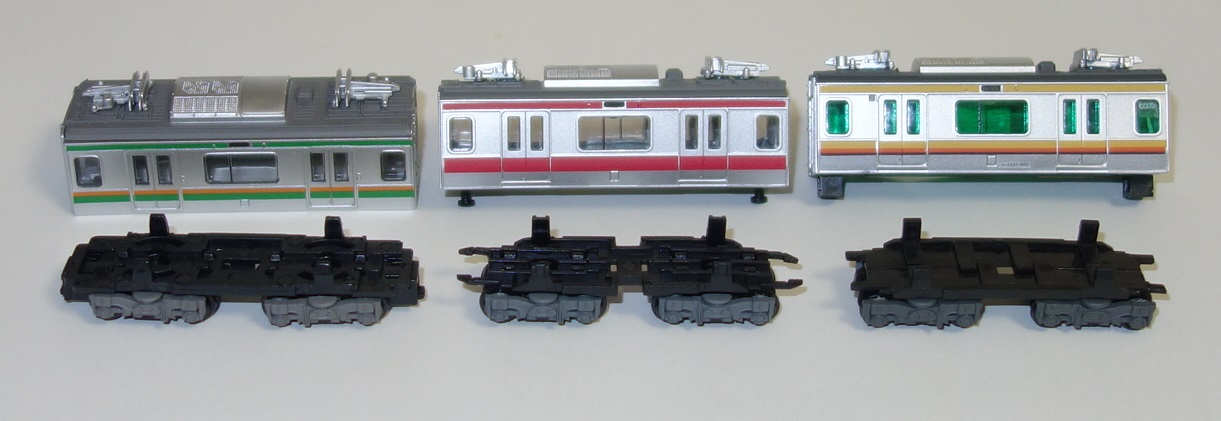
最新のシャーシの構造。 左:New HGフレーム 中:SHGフレーム 右:SGフレーム
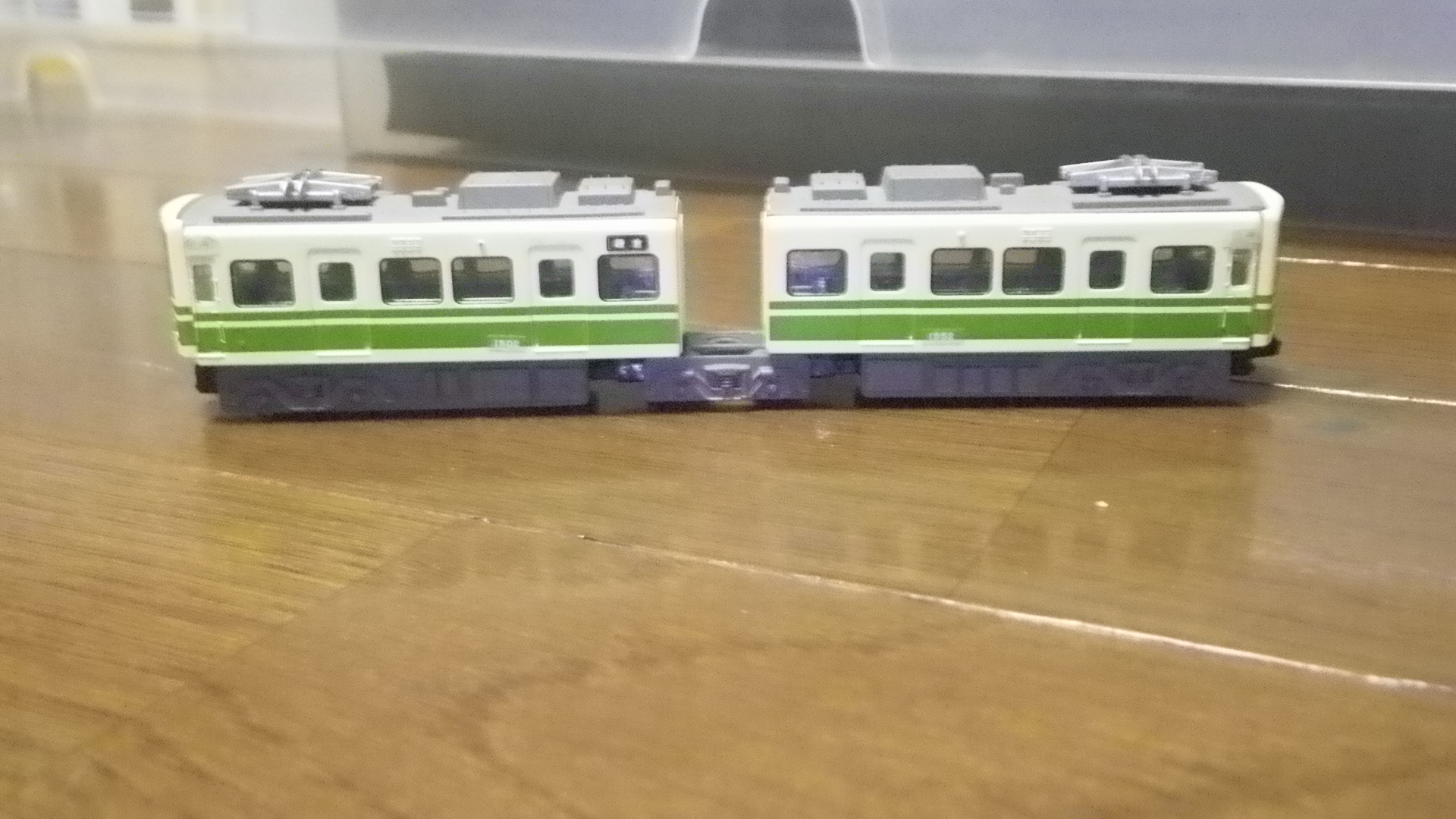
江ノ電で用いられる連接台車（旧型）。

### 走行可能な製品およびNゲージへの改造
製品企画時より、鉄道模型メーカーである関水金属の協力のもとで、Nゲージ車両用のパーツを取り付けて簡単にNゲージの線路で使用できるようなっていた。初期製品を除き、関水金属製のNゲージパーツをほぼ無加工で取り付けられる。関水金属からは「小型ボギー動力ユニット」と「小型台車」が発売されており、また、発売当初より関水金属製の「ポケットライン用動力ユニット（二軸）」と既存の関水金属製台車が、オプションとして指定されていた。2006年秋にバンダイより発売された「E231系山手線運転セット」で、新規開発のバンダイ純正動力ユニットが登場した。
- パンタグラフ - 関水金属製の2ピン穴方式のもの（穴が枕木に直角なAタイプ、枕木と平行のBタイプ両方対応している）と、関水金属のAタイプと同じ2ピン穴式のグリーンマックス製のものが使用できる。一部のシングルアームパンタグラフを使う際には、ピンバイスなどで屋根板に穴を開ける必要がある場合もある。
- 台車 - 関水金属製の「小型ボギー動力ユニット」と「小型台車」には、急行用1（DT32タイプ）、通勤用1（DT33タイプ）、通勤用2（DT61ボルスタレスタイプ）の3種類がある。台車は関水金属製および、グリーンマックス製のピン方式のものが使用できる。動力車は上記関水金属製の3種類か、ポケットライン用の2軸のものしか使用できず、特に私鉄電車などでは実車とは形態が大幅に異なる台車しか選択できない。
  - 前述の「E231系山手線運転セット」にはBトレ用HG台車フレームなら何でも選択できる内軸式構造のバンダイ純正動力ユニット1個と走行用台車6個が封入されている。この純正動力ユニットと走行用台車は分売されていないが、下述のとおり相当品が2010年10月より発売された。
- 線路 - Nゲージ台車を取り付けたBトレ走行に適した小半径レールも発売されている。バンダイより、道床なし・組み立て式の半径100mmレール（製造はアトラス）が発売されている。また、トミーテック製の「ミニカーブレール」「スーパーミニカーブレール」を利用することもできるが、正規には対応していない。
  - 小半径レール以外の通常のNゲージ用レールでも走らせることは可能であるが、一部のポイントレールにおいては集電不良で立ち往生する場合もある。

2008年11月に乾電池動力で動くBトレとして「N700系運転セット」が発売された。これは、車両側に単四電池を積み、赤外線コントローラーで制御するものであった。線路は専用のプラスチック製レールが用意された。このシリーズでは0系新幹線や載せられる車両を選択できる（機関車や路面電車等は不可）タイプも発売される予定であったが、こちらは発売中止となっている。
2010年10月に新規開発のバンダイ純正動力ユニット1（機関車用）が、11月にバンダイ純正動力ユニット2（電車・気動車用）と走行台車[T]（電車・気動車用6個セット）が単体で登場したが、依然として関水金属製動力ユニットと台車もオプションとして指定されている。12月には走行台車[F]（貨物用8個セット）が登場した。
2011年9月にバンダイ純正動力ユニット3（電車・気動車用）が発売された。本商品は、小形サイズのモーターでは難しいと言われていた全輪駆動が可能となっている。
2014年7月にバンダイ純正走行台車[T]改（電車・気動車用3両セット）が発売された。本商品はNゲージ化用シャーシが標準で付属しており、台車自体も改良されている。
動力化以外では、車両の前面パーツを流用して、当該形式のNゲージサイズの車両を作成する事例もある。

## ラインナップ
2017年現在、以下のようにシリーズ分けされている。発売時期や詳細なラインナップについては#外部リンクにあるサイトを参照のこと。

### JR編（通常版）
Bトレの中で、最初に発売されたシリーズ。103系をはじめとした一般的な電車のほか、気動車、電気機関車、ディーゼル機関車、客車、貨車とその車種は多岐にわたる。
販売形態はブラインドパッケージ。各パート共にシークレットは1種、封入率は1/120。パート16でラストとなっていたが、新パートシリーズとして再び発売された（後述）。
- パート1
- パート2
- パート3
- パート4
- パート5
- パート6
- パート7
- パート8
- パート9
- パート10
- パート11
- パート12
- パート13
- パート14
- パート15
- パート16（通常版のラスト）

### JR編（新シリーズ）
一時は終了したブラインド販売だが、新シリーズとして2007年10月に再開した。新たにNEW HGフレームと初回限定製品を採用している（例えば、新パート1では初回分にのみ485系訓練車が含まれる）。
- 新パート1
- 新パート2

### JR編（ベストリピート）
通常版で発売されたシリーズの再発売、および色違いバリエーションで構成されたシリーズ。例外としてベストリピートパート9でEF64-0番台、1000番台の2種が新規製品としてラインナップされたことがある。
販売形態はブラインドパッケージ。各パート共にシークレットは1種、封入率はパート4・5を除いて1/120。
- ベストリピートパート1
- ベストリピートパート2
- ベストリピートパート3
- ベストリピートパート4
- ベストリピートパート5
- ベストリピートパート6
- ベストリピートパート7
- ベストリピートパート8
- ベストリピートパート9
- ベストリピートパート10
- ベストリピートパート11
- ベストリピートパート12

### JR編（店舗限定版）
JR管内のコンビニエンスストアなどでのみ販売された製品群で、製品ラインナップにはその管内独自の車両（例えば、KIOSK特別編パート1では103系仙石線色など）が含まれる場合が多い。
販売形態はブラインドパッケージ。各パート共にシークレットは1種、封入率は1/120。

#### KIOSK特別編
JR東日本管内のNEWDAYS等で限定販売。
- パート1
- パート2
- パート3
- パート4
- パート5
- パート6
- パート7
- パート8
- パート9
- パート10
- パート11

#### 西日本スペシャル
JR西日本管内のHeart・in（セブン-イレブン ハートイン）で限定販売。
- パート1
- パート2
- パート3
- パート4
- パート5
- パート6

#### セブン-イレブン限定版
セブン-イレブン開業30周年記念として、全国のセブン-イレブンで限定販売。発売は過去に一度きりで、2016年現在パート2以降は存在しない（西日本スペシャルを含む）。コキ50000形が青色＆セブン-イレブン柄コンテナ積載のフリースタイルになっているなど、独自の製品も含まれていた。

### JR編（セット販売）
2005年より、1編成分として見栄えのする4両編成が、入手しやすいオープンパッケージとして発売されるようになった。当初は165系やE231系といった通常版の人気車両をまとめたもののみであったが、2006年頃からはEF63形や381系、モハ52系といったセット販売独自の製品もリリースされてきている。2008年からは、組み立て式となって「Jr」よりディテールの向上した700系など、新幹線車両もラインナップに加わった。

### テーマ販売
2016年より、セット販売にてある特定の「テーマ」に沿ったシリーズ展開がなされている。

#### Yamanote History
山手線開業130周年を記念し、2016年1月より4ヶ月連続で歴代の山手線車両をラインナップ。
- 1（72系 クハ79+モハ72 ぶどう色）
- 2（101系カナリア色）
- 3（103系初期 ウグイス色）
- 4（103系ATC ウグイス色）
- 5（205系初期 ウグイス色）
- 6（E231系500番台 山手線）
- 7（E235系 山手線）[注 7]

#### 都市通勤電車シリーズ
2017年3月より、大都市を走る通勤電車をラインナップ。
- 1（323系 大阪環状線）
- 2（103系ATC カナリア色）
- 3（101系 オレンジ）
- 4（103系初期 オレンジ）
- 5（205系後期 総武線各駅停車）
- 6（103系30N 大阪環状線 オレンジ）
- 7（103系40N 大阪環状線 オレンジ）

#### 水戸岡鋭治シリーズ
2017年7月より、水戸岡鋭治氏がデザインしたJR九州の特急車両をラインナップ。パッケージは水戸岡鋭治氏によりデザインされている。
- 1（883系ソニック 新塗装）
- 2（485系ボンネット RED EXPRESS）
- 3（885系1次車 かもめ ）

#### 鉄道友の会ブルーリボン賞シリーズ
2017年12月より、鉄道友の会が制定したブルーリボン賞を受賞した鉄道車両をラインナップ。
- 1（小田急3000形SE）
- 2（京成AE形スカイライナー A/Bセット）

### JR・国鉄編（イベント限定＆特注モデル[6]）
各種鉄道模型イベントでは、その会場限定のBトレが発売されることもある。また、ジェイアール西日本商事発売品のような上述のもの以外の店舗限定品や、プレミアムバンダイ発売品のようなネット販売限定の製品も存在する。これらの中には真っ白な紙箱に製品名称等のシールが貼られたのみの、シンプルなパッケージのものも少なくない。

### Bトレインショーティーエクスプレス
151系・485系をはじめとした、特急形車両のシリーズ。パート1はオープンパッケージで、先頭車と中間車のそれぞれ2種類のセット。パート2以降はブラインドパッケージ。いずれもシークレットは無い。シャーシは2軸版HGフレームといったところで、車体全体はクリアパーツ一体成型、塗装印刷で出来ていた（パート2以降は屋根のみ別パーツ化）。組み立て不要の完成車体だったが、塗装や精密度が通常版より良くなかった（特にパート1）という意見も多い。
2011年現在パート4まで発売されているが、のちに通常版でも特急形車両を扱うようになったためか2004年を最後に新製品は発売されていない。
- パート1
- パート2
- パート3
- パート4

### BトレインショーティーJr（-ジュニア）
新幹線車両を製品化したシリーズ。販売形態はオープンパッケージで、シークレットは無い。完成品としての発売で、構造は大幅に簡略化され窓ガラスも印刷表現となっている。通常版よりも低年齢層をターゲットにした商品であり、Nゲージ走行化はしづらい構造である。当初計画ではパート2以降も計画されていたが、2011年現在新幹線700系などのパート1のみの発売となっている。
- パート1

### 鉄道会社限定シリーズ[6]
私鉄車両を製品化したもの。基本的にその鉄道事業者と関係がある店舗（駅事務室、駅売店、グループ百貨店、鉄道保存展示施設等）で限定販売される。ただし、商品によっては当初から一般の小売り店で販売されたり、後々再発売される場合もある。
販売形態はオープンパッケージで、パッケージ裏面にはその車両の簡単な解説も付加されている。先頭車と中間車各1両か、先頭車2両のセット販売が基本だが、これに該当しない製品も存在する。また初期の製品にはディスプレイ用のプラットホームと駅名標が、1箱につき1セット付属していた。
販売の一方で、手法によっては完売することがあり、一度出れば販売しない手法をとることがある。これを利用し、転売目的で多くの個数を購入する購入者が相次いでいる事から販売する鉄道会社で購入個数を制限（例えば一人2個まで）する手法が多くなって来ている。
2018年4月現在、製品が発売された鉄道事業者は次のとおり。以下、第1弾の発売順に列挙する。
- 江ノ島電鉄
- 相模鉄道
- 東京急行電鉄
- 京浜急行電鉄
- 京王電鉄
- 北陸鉄道
- 京阪電気鉄道
- 阪急電鉄
- 南海電気鉄道
- 松本電気鉄道（現・アルピコ交通）
- 小田急電鉄
- 西武鉄道
- 東武鉄道
- 名古屋鉄道
- 横浜高速鉄道
- 大阪市交通局（現・大阪メトロ）
- 近畿日本鉄道
- 山陽電気鉄道
- 富士急行
- 愛知環状鉄道
- 近江鉄道
- 新京成電鉄
- 北総鉄道
- 京成電鉄
- 長野電鉄
- 静岡鉄道[注 9]
- 東京メトロ（旧・営団地下鉄）
- 銚子電気鉄道
- 阪神電気鉄道
- 大阪港トランスポートシステム
- 能勢電鉄
- 伊豆急行
- 伊豆箱根鉄道
- 総武流山電鉄（現・流鉄）
- 東京臨海高速鉄道
- 和歌山電鐵
- 埼玉高速鉄道
- 東葉高速鉄道
- 箱根登山鉄道
- 首都圏新都市鉄道
- 名古屋市交通局
- 東京都交通局（都営地下鉄、都電）
- 一畑電車
- 阪堺電気軌道
- 北越急行
- 三陸鉄道
- 熊本電気鉄道
- しなの鉄道
- のと鉄道
- 肥薩おれんじ鉄道

### Bトレインショーティー路面電車
その名のとおり、路面電車車両をモデル化したシリーズ。販売形態はブラインドパッケージで、パート1のみシークレットが存在する。
ボディの構造は路面電車らしく通常版より細身（ただし実車と比べると若干太い）になっており、腰の高さも通常版より低い。また窓ガラスは前面のみで側面には入っておらず（側面と一体成型の窓ガラスが入った製品もある）、通常版の機関車に近いシンプルな構造になっている。またシャーシは初期の2軸シャーシに構造が似ているが、床板の形状や台車レリーフ取付の可否などの違いがあり、マグネットカプラーが付属しない。
2006年を最後に新製品が途切れていたが、2011年12月に鉄道会社限定シリーズの一部（一般販売）としてシャーシが改良されたうえで復活した。
- パート1 - 都電・岡山電気軌道・土佐電気鉄道（現・とさでん交通）の車両
- パート2 - 名鉄・阪神軌道線・広島電鉄の車両
- パート3 - 都電・岡山電気軌道の車両

### Bトレインショーティー in カプセル
2018年7月より全国流通を開始したカプセルトイ版のシリーズ。1回500円。上記の「エクスプレス」のように塗装済みで2軸シャーシだが、一体成型ではなく組み立て式となっている。
- パート1 - E231系500番台（山手線、中央・総武緩行線）・E233系（中央線快速、京浜東北線）の先頭車、中間車各2種

### ディスプレイモデルシリーズ
2008年10月、これまでモデル化されていなかった蒸気機関車が、2016年4月、京都鉄道博物館開館に合わせ、展示車両の一部がモデル化された。ただし、当初より動力ユニット・台車などのNゲージ化パーツ非対応としており、「ディスプレイモデルシリーズ」として新規シリーズとなっている。

#### 蒸気機関車
- VOL.1

#### 京都鉄道博物館（限定モデル）
- 1（500系521-1・489系クハ489-1）
- 2（581系クハネ581-35・80系クハ86001）
- 3（EF81 103・オハ25 551トワイライトエクスプレス）
- 4（スロネフ25 501・カニ24 12トワイライトエクスプレス）
- 5（スシ24 1トワイライトエクスプレス・EF65 1）

### Bトレイン情景
車両とミニジオラマをセットにした数量限定品。
- さよならクモハ42形 - 長門本山駅とクモハ42形1両（前面黄帯入り）のセット。パンタグラフと台車はグリーンマックス製が付属する。
- 南武支線101系 - 浜川崎駅と101系南武支線仕様車2両のセット。
- 電車区洗浄線とクモヤ143形 - モデル不明の電車区とクモヤ143形2両のセット。

### 運転セット
- E231系山手線運転セット
E231系500番台（上記セット販売品と同一）、動力ユニット（ウェイト付き）、台車3両分、下記専用レールセットと同一のレールセット、プラットフォーム、電池式で給電ケーブルが付いたパワーパックのセット。動力ユニット及び台車は自社開発品で、HGフレームの台車パーツをはめ込む構成になっている。基本的にはNゲージとは互換性がある(車両は鉄道模型用のパワーユニットで走行も可能)。
- N700系運転セット
2008年11月に発売。電池駆動・赤外線コントロール式の運転セットで、N700系4両、コントローラー、プラスチック製レール一周分がセットになっている。赤外線受光部・動力部と電池ホルダは別の車両に装備される。E231系運転セットとは異なり、9mmゲージのレールを走行することが可能な点を除けばNゲージとは互換性がない。

## 関連商品
- 私の生まれた街
通称：わたまち、建造物やバス（ショーティー）のモデル。基本的に1950年代 - 60年代をテーマにしている。ブラインドボックス販売でシークレットあり。
- ワーキングビークル
トラックなど「はたらくクルマ」の縮尺1/150モデル（ただし、第5弾は小型バス）。やはりブラインドボックス販売でシークレットあり。
- 関水金属製動力ユニット・台車
「Bトレインショーティー対応品」として発売されている。
  - チビ凸用動力ユニット・チビ客車用動力ユニット
本来は同社のNゲージフリーランス「ポケットライン」シリーズ用のものだが、同シリーズの生産中止により実質的にBトレのオプションとなっている二軸車用動力ユニット。「チビ凸用」は機関車向け、「チビ客車用」は路面電車向け。「チビ客車用」用は電車・気動車にも使用が可能。
  - 小形車両用動力ユニット・台車

Bトレ用に新規開発されたボギー車用動力ユニット、およびトレーラー用の台車。台車の長さとホイールベースが、通常のNゲージ台車の半分となっている。DT33、DT32、DT61の3種類がある。電車・気動車向け。

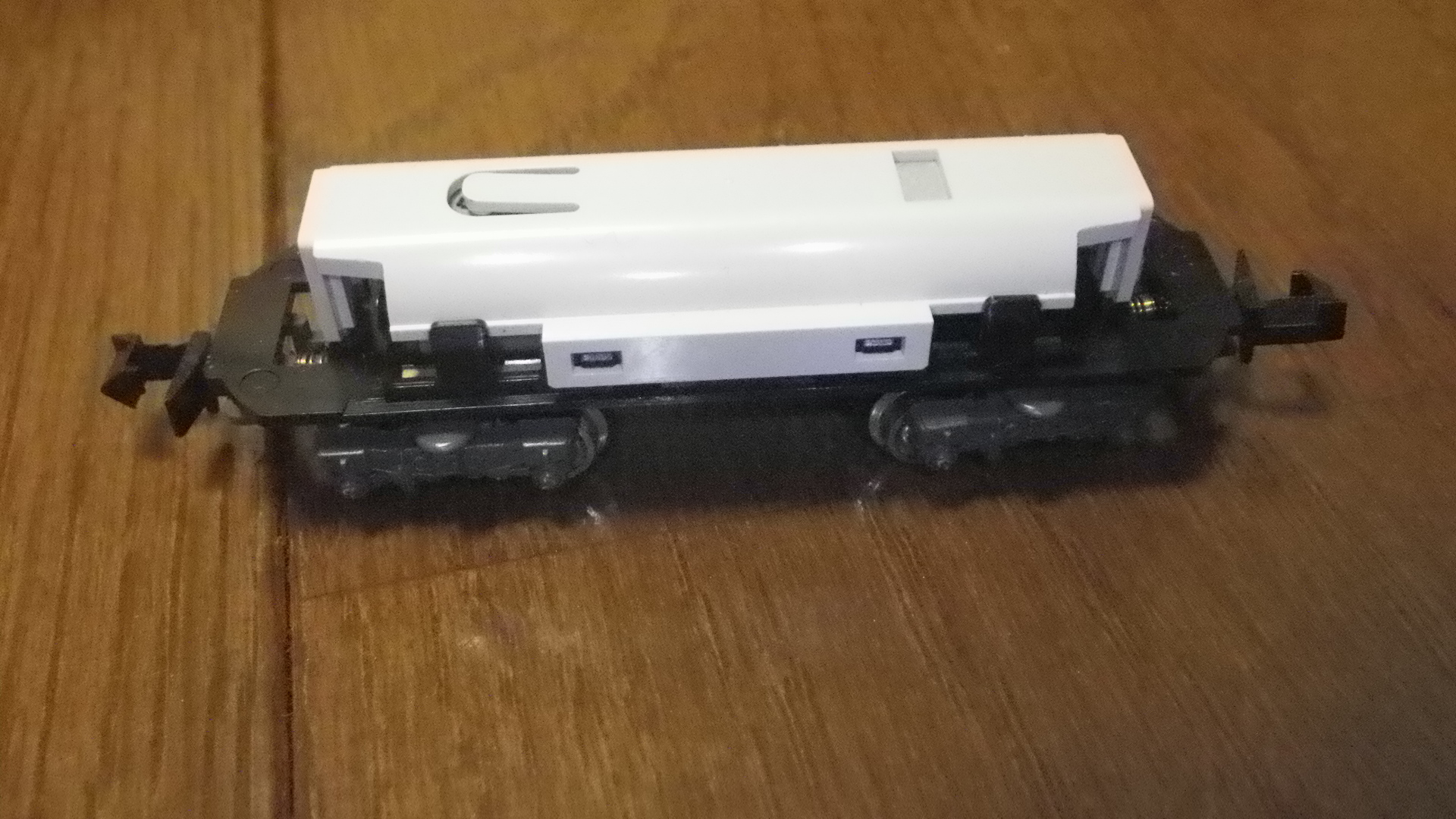
小形車両用動力ユニット(DT61)
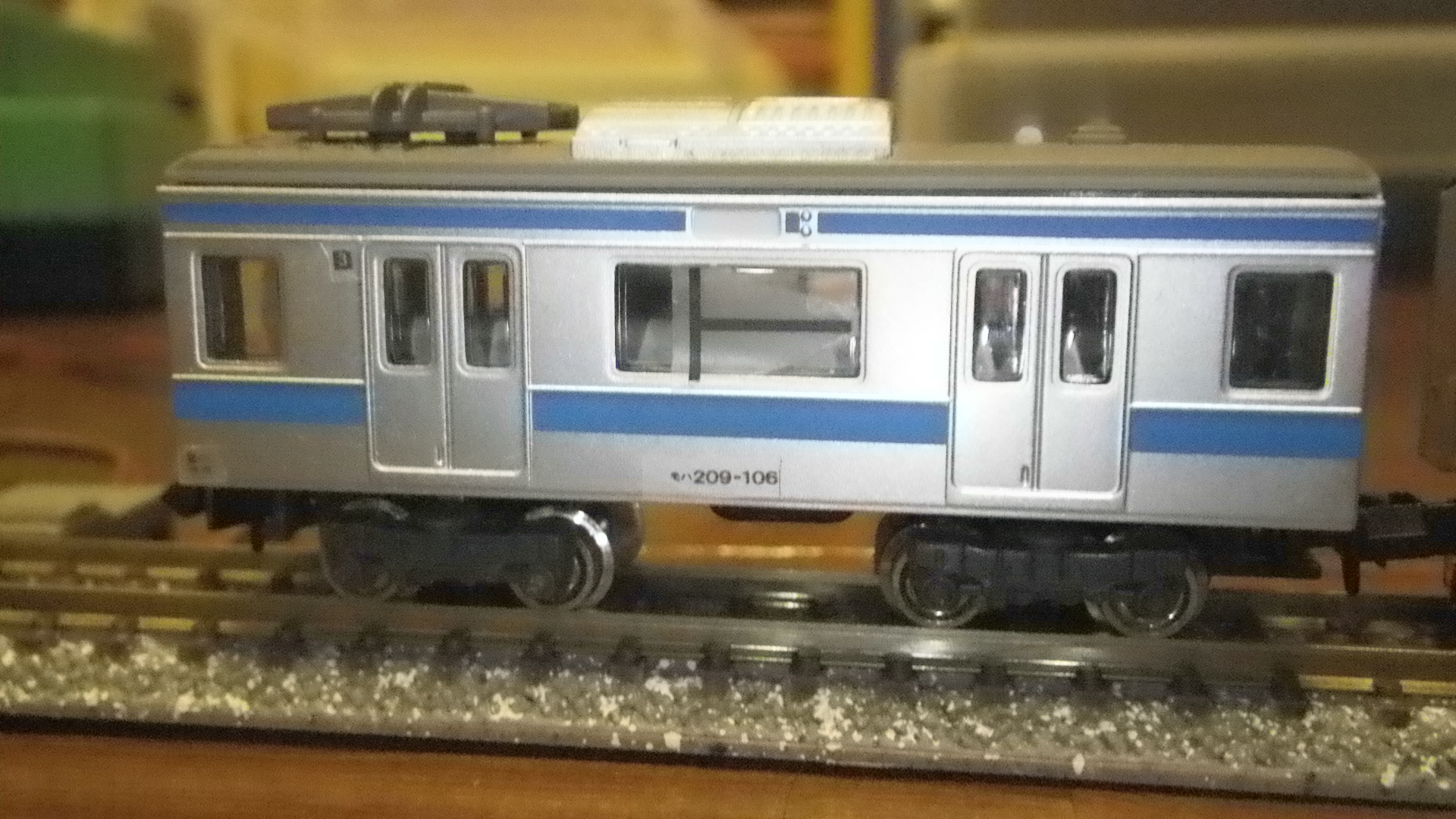
小形車両用動力ユニット使用例。ボディからシャーシを取り外しユニットにかぶせる。
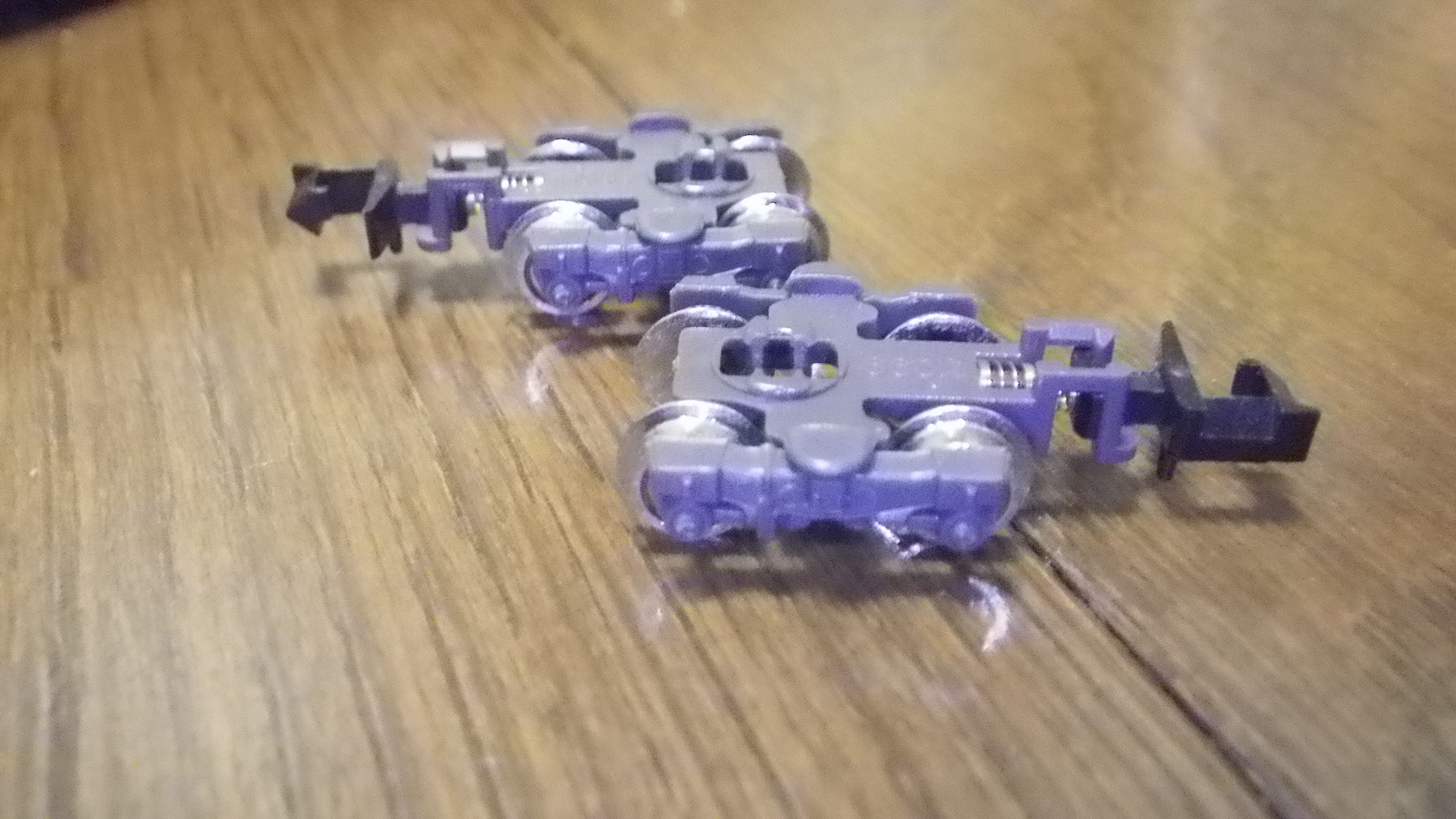
小形車両用台車(DT61)
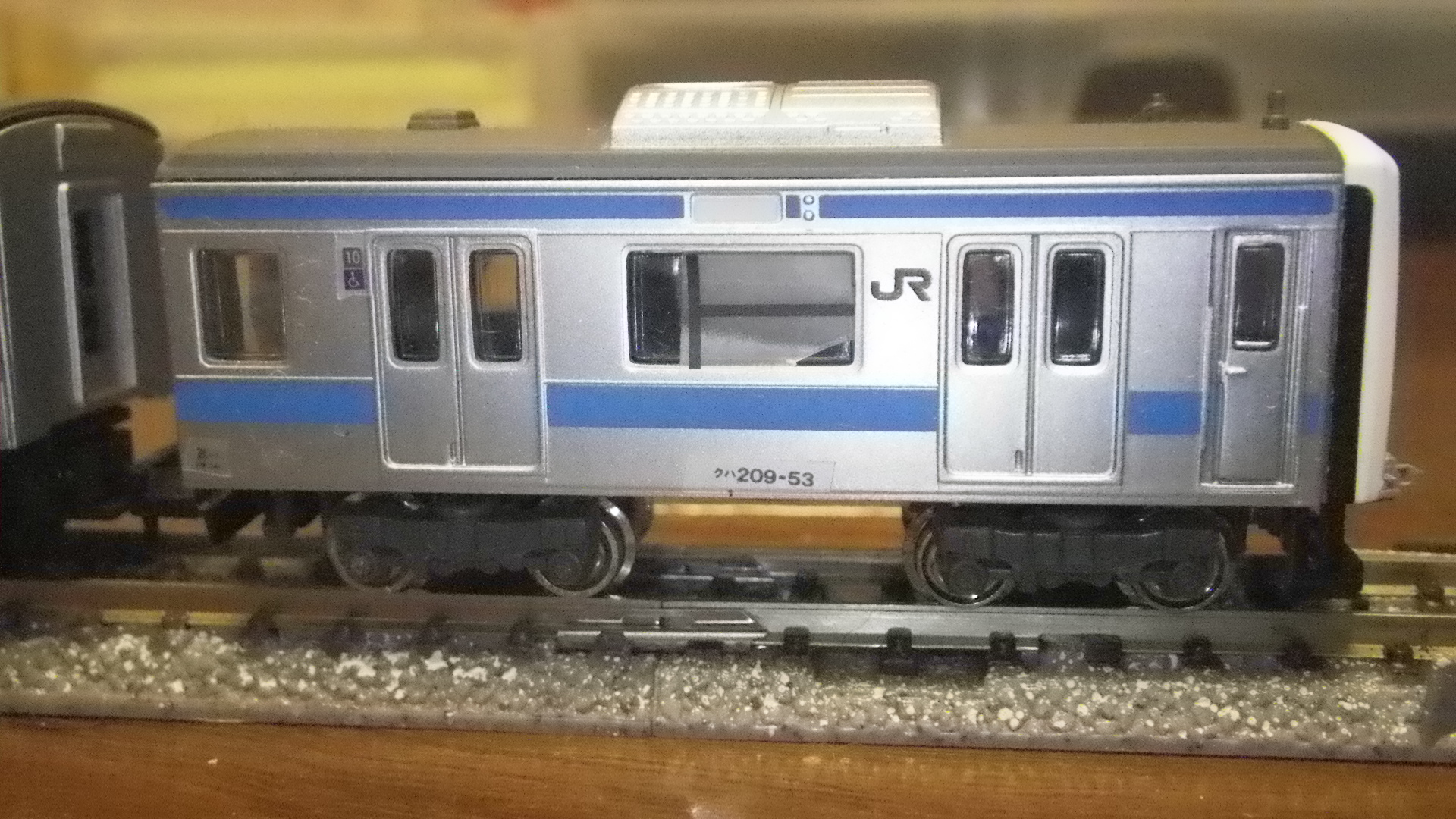
小形車両用台車使用例。車輪を取り外し、床板の穴に台車のピンを差し込む。2軸の車両の場合床板の加工が必要。

- バンダイ純正動力ユニット
  - 動力ユニット[1]・機関車用

新規開発された機関車用動力ユニット。スノープラウのパーツは脱着が可能。ウェイトが2個付属する。別売の関水金属製カプラーにも対応している。
  - 動力ユニット[2]・電車・気動車用、

新規開発されたボギー車用動力ユニット。台車レリーフの装着が可能となっている。ウェイトが4個付属する。動力ユニット[3]の発売に伴い生産終了。
  - 動力ユニット[3]・電車・気動車用

新規開発されたボギー車用動力ユニット。台車レリーフの装着が可能となっており、車輪の全輪駆動が可能となっている。
  - 動力ユニット[4]・路面電車用

新規開発された路面電車用動力ユニット。台車レリーフの装着が可能となっており、車輪の全輪駆動が可能となっている。
  - 動力ユニット[5]・ディーゼル機関車用

新規開発された凸型ディーゼル機関車用動力ユニット。台車レリーフの装着が可能となっており、車輪の全輪駆動が可能となっている。
  - 走行台車[T]

新規開発されたトレーラー用の台車。台車レリーフの装着が可能となっている。3セット（6個）入り。走行台車[T]改の発売に伴い生産終了。
  - 走行台車[T]改

新規開発されたシャーシ付トレーラー用の台車。台車レリーフの装着が可能となっている。3セット入り。
  - 走行台車[F]（貨物用）

新規開発された貨車用の台車。台車レリーフの装着が可能となっている。4セット（8個）入り。
走行台車は車軸支持方式を採用しているため、通常のNゲージ用の台車より転がり抵抗が大きくなっており、使用する際は注意が必要。
走行台車[F]はパレット式有蓋車には対応していないため、パレット式有蓋車のNゲージへの改造は関水金属製修理用ASSYパーツ「8024用」が指定されている。

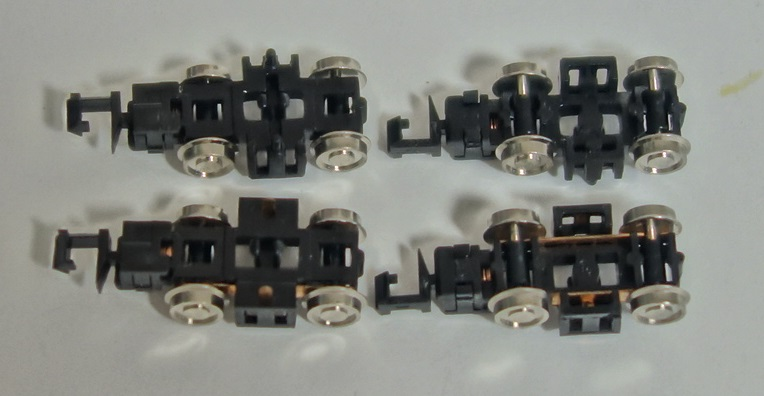
走行台車[T] 上は新規開発版。
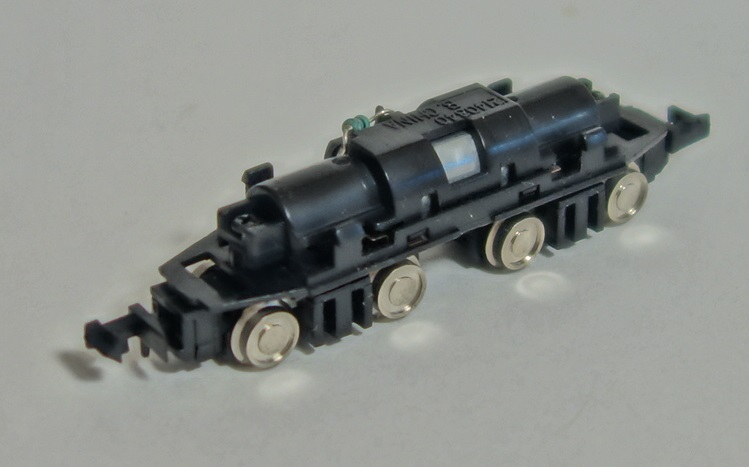
動力ユニット[3]・電車・気動車用

- 専用レールセット(バンダイブランド)
関水金属の固定式線路と同一仕様の小半径（半径100mm）カーブレールと124mm直線線路のセット。この線路は、アメリカの鉄道模型メーカー・アトラス社（英語版）製であり、OEM供給となっている。このセット専用に併用軌道用の石畳セットも発売されている。
- レイアウトベース［N-B4］
省スペースでジオラマを作成することができるパワーパック一体形のレイアウトベース。電池式で場所を選ばずに走行させることが可能（動力ユニットは別売り。ただし動力ユニット[1]は非対応）。新幹線などの一部車種は車両サイズの関係上非対応。
- スーパーミニカーブレール・ミニカーブレール
トミーテック製の小半径（半径103 - 177mm）のカーブレール。競合他社の製品だけにパッケージには「Bトレ用」とは書かれていない[注 10]が、ショーティーという特性からBトレも走行可能である。なお、この製品についても併用軌道用オプションが発売されている。

## 関連書籍
ネコ・パブリッシングより、本製品のカタログとなるムックが刊行されている。
- 『Bトレインショーティーのすべて』 - 2004年、ISBN 4-7770-0105-9
- 『Bトレインショーティーのすべて2』 - 2005年、ISBN 4-7770-0352-3
- 『Bトレインショーティーのすべて3』 - 2007年、ISBN 978-4-7770-0549-9
- 『Bトレインショーティーのすべて4』 - 2009年、ISBN 978-4-7770-0824-7
- 『Bトレインショーティーのすべて5』 - 2011年、ISBN 978-4-7770-1183-4
- 『Bトレインショーティーのすべて6』 - 2014年、ISBN 978-4-7770-1538-2

また、同じネコ・パブリッシング発行の雑誌『RM MODELS』でも毎号巻末に新製品情報が掲載されているほか、『鉄おも!』（旧・『鉄道おもちゃ』）にも情報が掲載されている。
イカロス出版発行の『N』では、Nゲージ化に関する記事が掲載されている。